# Acontia alboater
Acontia alboater är en fjärilsart som beskrevs av Adrian Hardy Haworth 1809. Acontia alboater ingår i släktet Acontia och familjen nattflyn. Inga underarter finns listade i Catalogue of Life.